# Gaspard de Prony
Gaspard de Prony (Gaspard Clair François Marie Riche de Prony; Barón de Prony) (Chamelet (Beaujolais), 22 de julio de 1755 - Asnières-sur-Seine, 29 de julio de 1839) fue un matemático e ingeniero francés que trabajó en hidráulica. Primer Director de la Oficina del Catastro de Francia, confeccionó unas elaboradas tablas trigonométricas y logarítmicas para facilitar la realización de cálculos astronómicos.

## Biografía
Hijo de un juez, después de completar los estudios clásicos,ingresó en la École nationale des ponts et chaussées el 5 de abril de 1776. Después de un tiempo trabajando en obras públicas en varias localidades de Francia, en 1783 fue reclamado por el ministro Calonne a petición de Jean-Rodolphe Perronet (fundador y por entonces director de la Escuela de Puentes y Caminos)que lo convierte en su ayudante. Colabora en la exitosa defensa del proyecto del puente de Neuilly, un diseño de Perronet inicialmente muy criticado en círculos académicos. 
Dirige la restauración del puerto de Dunkerque en 1785 (aunque oficialmente es Perronet quien lo preside); haciendo a continuación un viaje a Inglaterra, en el que realizó una serie observaciones sobre los métodos geodésicos y topográficos (publicadas en dos volúmenes), que le serían de gran utilidad en su posterior trabajo en la Oficina del Catastro de Francia, de la que sería su primer director. Su colaboración con Perronet duró otros cuatro años, lo que le permitió mantenerse en contacto con algunos de los destacados profesores de la Escuela, como Gaspard Monge.
En 1792, en paralelo a sus actividades en el catastro, Prony comenzó la ardua tarea de calcular tablas logarítmicas y trigonométricas, trabajo encargado por Napoleón para facilitar los cálculos astronómicos en el Observatorio de París y en el Instituto de Francia.
Las tablas y su producción fueron de dimensiones colosales, con precisión de valores entre 14 y 29 cifras decimales (superando a todas las anteriores sin excepción, incluyendo a las tablas del Observatorio de Viena). A pesar de que el trabajo se completó en tan solo dos años, el Gobierno Revolucionario y la Gestión de la Junta, que había contratado a la editorial Firmin Didot para la impresión de estas tablas, no pudo financiar esta labor. Prony se limitó a publicar un manual sobre las principales tablas logarítmicas y trigonométricas adaptadas al nuevo sistema métrico y decimal (París, 1824, 4to). De hecho, las tablas nunca fueron publicadas en su totalidad, e incluso a finales del siglo XIX aun faltaba publicar una parte.
Es destacable la gran capacidad de organización que demostró para la consecución de esta tarea. Para producir las tablas, Prony se inspiró en un pasaje de La riqueza de las naciones de Adam Smith, y formó un equipo donde se organizó la división del trabajo entre calculadores y auditores, dirigidos por un coordinador.
En 1794 fue nombrado profesor de matemática en la École Polytechnique.
En 1798 sucedió a Chézy en la dirección de la École Nationale des Ponts et Chaussées (Escuela Nacional de Puentes y Caminos).
En 1812 recibió la medalla de oro del papa León XII por su trabajo en el saneamiento de la marisma Pontins (en Italia).
Una de sus inventos más importantes fue el freno Prony (1821) para medir el par motor de máquinas y motores.
También se interesó en muchos otros campos científicos.
En 1832 publicó un tratado sobre los intervalos entre notas musicales.
Fue el precursor de la invención del cent, la mínima unidad de intervalo.
Se casó con Marie de La Poix. Gaspard de Prony falleció en 1839 en la localidad francesa de Asnières-sur-Seine. Sus restos descansan en París, en el cementerio del Père-Lachaise.

## Obras

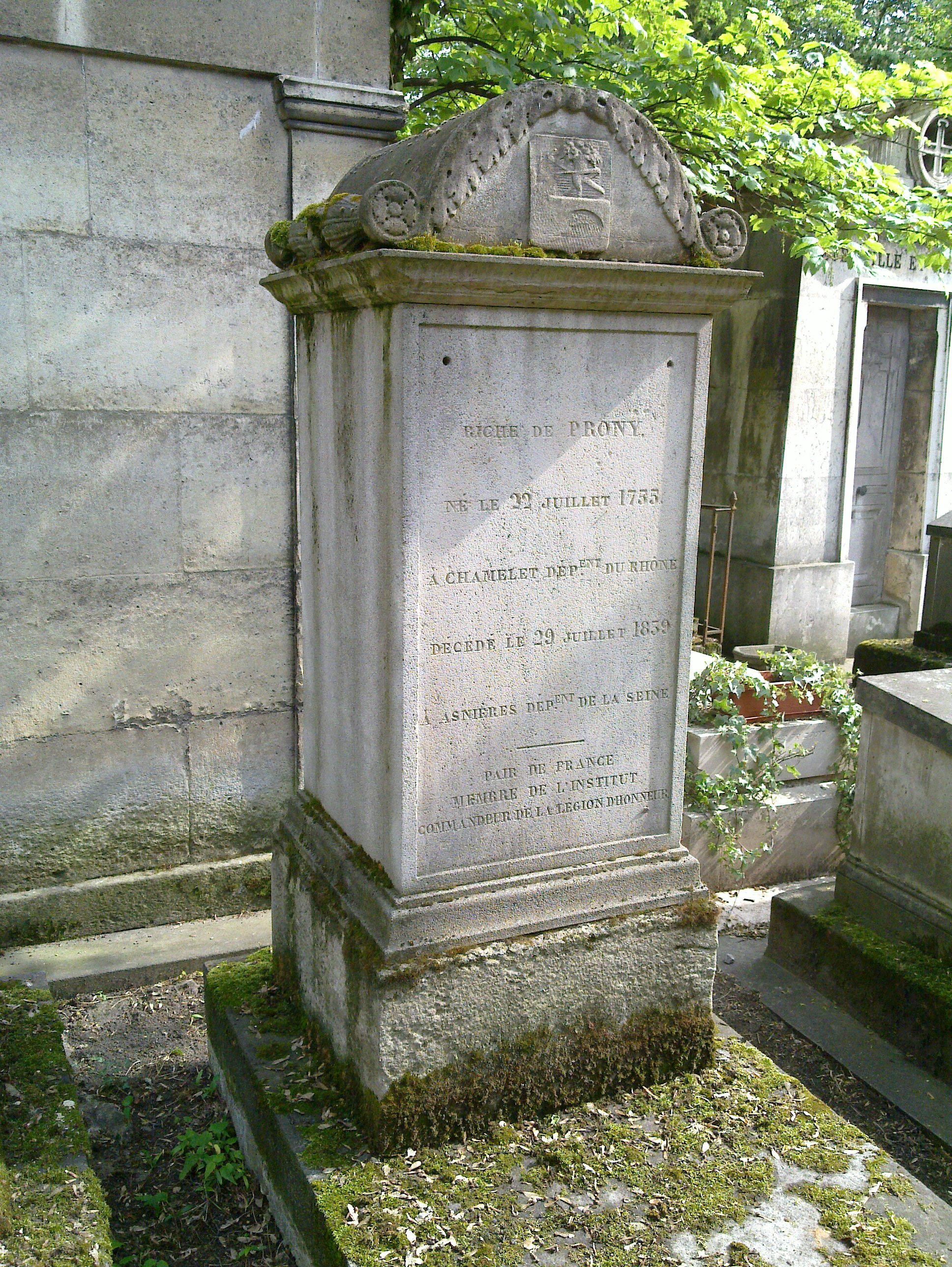
Su tumba en el cimetière du Père-Lachaise

También formó parte de las academias más importantes de Europa, y se interesó en muchos campos científicos. Publicó en 1832 un tratado sobre los intervalos musicales, tal vez influenciado por su esposa, y crea una unidad de intervalo que lleva su nombre, el prony. Desarrolló un mecanismo para la máquina a vapor denominado freno de Prony y fue utilizado durante una prueba en París en Gros-Caillou para una máquina del tipo Woolf instalada por Humphrey Edwards y destinada al abastecimiento de agua a los barrios occidentales de la margen izquierda.
Escribió Cantidad de obras, de importancia muy desigual :
1. Exposition d’une méthode pour construire les équations déterminées qui se rapportent aux sections coniques, à l'usage des ponts et chaussées, Paris, 1790, gr. in-4°, 2 vols.
2. Nouvelle méthode trigonométrique, Paris, 1823, in-4°. El método descrito aquí por Prony, relevante (lo que había imaginado en Italia en el tiempo donde se encontraba la llanura pontina) fue doble: en primer lugar para obtener una precisión satisfactoria, del otro para asegurar la influencia de un ambiente envenenado. En esta tesis por lo tanto, se une a su alta Description hydrographique et historique des marais Pontins, où déjà il avait présenté un aperçu de sa méthode, mais ici l'exposition est plus développée ;
3. Mémoire sur le calcul des longitudes et des latitudes, Paris, 1806, in-4°
4. Rapport sur les expériences faites avec un instrument français et un instrument anglais, pour déterminer le rapport du mètre et du pied anglais, et pour comparer entre eux les étalons originaux des mesures appartenant à l'Institut national de France (el 15 nivôse año X, 1802), in-4°
5. Analyse du système du monde de Laplace, Paris, 1801. Este resumen es recomendado por una disposición feliz. Está dentro del alcance de la gente del mundo que saben poco de geometría, o al menos tener el instinto suficiente para seguir los conceptos matemáticos ya ligeramente por encima del muy fácil, pero sin embargo, sin complicaciones y presentados de forma clara
6. Mécanique philosophique, ou analyse des diverses parties de la science de l'équilibre et du mouvement, Paris, an VIII (1800), in-4°. A pesar de ser este tratado una pieza publicada en el Journal de l'école polytechnique, se clasifica aquí, por su importancia y tamaño. El autor, sin embargo, no terminó todo el trabajo, que iba a consistir en cinco partes y un resumen de todas las partes de la mecánica. Sólo las tres primeras partes se incluyen en la publicación del año VIII. Se recomienda por la claridad en las tablas de resumen
7. Leçons de mécanique analytique données à l'école royale polytechnique, Paris, 1815, 2 vol. (dos partes), in-4°.
8. Sommaire des lois sur le mouvement des corps solides, l'équilibre et le mouvement des fluides, donnés à l'école polytechnique en 1809, Paris, 1809, in-4°
9. Résumé de la théorie des formules fondamentales relatives au mouvement de l'eau dans les tuyaux et les canaux, Paris, 1825, in-4°, 5 tablas
10. Rapport sur le mémoire de Ducros sur les quantités d'eau qu'exigent les canaux de navigation, Paris, an IX (1801), in-8°. 15°) Recherches physico-mathématiques sur la théorie des eaux courantes, Paris, an XII (1804), in-4°

## Reconocimientos
- Recibió la Legión de Honor el mismo año de la creación de esta orden en 1804.[1]
- En 1806 fue nombrado miembro "supernumerario" del Bureau des Longitudes.[1]
- Es uno de los 72 científicos cuyo nombre figura inscrito en la Torre Eiffel.
- El Liceo Profesional de Prony en Asnières-sur-Seine lleva este nombre en su honor.[3]
- La escuela de la localidad de Oingt, en la región del Beaujolais, lleva su nombre desde el 6 de noviembre de 2010, cuando fue inaugurada: «École Gaspard-Riche-de-Prony».
- Una unidad de desplazamiento de frecuencia en música lleva su nombre: el prony.